# Toulouse Football Club 2016-2017
Questa voce raccoglie le informazioni riguardanti il Toulouse Football Club nelle competizioni ufficiali della stagione 2016-2017.

## Maglie e sponsor
Lo sponsor tecnico per la stagione 2016-2017 è Joma mentre lo sponsor ufficiale è Triangle Interim.
| Casa | Trasferta |

## Rosa 2016-2017
| N. |                           | Ruolo | Calciatore                    |
| -- | ------------------------- | ----- | ----------------------------- |
| 1  | Uruguay (bandiera)        | P     | Mauro Goicoechea              |
| 4  | Mali (bandiera)           | C     | Tongo Doumbia                 |
| 5  | Francia (bandiera)        | D     | Issa Diop                     |
| 6  | Francia (bandiera)        | D     | Christopher Jullien           |
| 7  | Costa d'Avorio (bandiera) | C     | Jean-Daniel Akpa-Akpro        |
| 8  | Serbia (bandiera)         | A     | Aleksandar Pešić              |
| 9  | Danimarca (bandiera)      | A     | Martin Braithwaite (capitano) |
| 10 | Argentina (bandiera)      | C     | Óscar Trejo                   |
| 11 | Svezia (bandiera)         | A     | Ola Toivonen                  |
| 12 | Guinea (bandiera)         | D     | Issiaga Sylla                 |
| 14 | Francia (bandiera)        | C     | Pantxi Sirieix                |
| 15 | Serbia (bandiera)         | D     | Uroš Spajić                   |
| 16 | Francia (bandiera)        | P     | Marc Vidal                    |

| N. |                           | Ruolo | Calciatore         |
| -- | ------------------------- | ----- | ------------------ |
| 17 | Costa d'Avorio (bandiera) | C     | Ibrahim Sangaré    |
| 18 | Francia (bandiera)        | A     | Odsonne Édouard    |
| 19 | Brasile (bandiera)        | C     | Somália            |
| 20 | Burkina Faso (bandiera)   | D     | Steeve Yago        |
| 21 | Svezia (bandiera)         | C     | Jimmy Durmaz       |
| 22 | Serbia (bandiera)         | D     | Dušan Veškovac     |
| 23 | Francia (bandiera)        | C     | Yann Bodiger       |
| 24 | Serbia (bandiera)         | D     | Pavle Ninkov       |
| 25 | Francia (bandiera)        | A     | Jessy Pi           |
| 27 | Francia (bandiera)        | C     | Alexis Blin        |
| 29 | Svizzera (bandiera)       | D     | François Moubandje |
| 40 | Francia (bandiera)        | P     | Alban Lafont       |

## Calciomercato
| Acquisti | Acquisti | Acquisti | Acquisti |
| R.       | Nome     | da       | Modalità |
| -------- | -------- | -------- | -------- |

| Cessioni | Cessioni | Cessioni | Cessioni |
| R.       | Nome     | a        | Modalità |
| -------- | -------- | -------- | -------- |